# 立陶宛農民與綠人聯盟
立陶宛農民與綠人聯盟（缩写为LVŽS）是立陶宛的一个中間派的農業主義政黨，主张綠色保守主義和親歐洲主義。
2006年2月以前，該黨名為「農民與新民主黨聯盟」（Valstiečių ir Naujosios demokratijos partijų sąjungos, VNDS）。該名稱來自於最初由立陶宛農民黨（Lietuvos valstiečių partija）、新民主黨（Naujosios demokratijos partija）組成得選舉聯盟。
2004年歐洲議會選舉，該黨拿下一席。
2004年立陶宛總統選舉，該黨候選人卡濟米拉·普隆斯克涅在第一輪獲得21.4%，但在第二輪以47.4%敗給對手。2004年立陶宛議會選舉，該黨拿下10席。
2008年立陶宛議會選舉，該黨僅保住3席，得票率滑落至3.74%。
2009年歐洲議會選舉，人民聯盟得票僅1.82%。

## 外部連結
- 官方網站